# Speed walking
El Speed walking (Caminata Rápida) es el término que engloba a las diferentes variantes de caminata rápida: Power walking, Fit Walking, Beach Walking, etc.
El Speed walking obliga a mantener un ritmo sostenido y rápido, con cualquiera de las variantes citadas.

## Historia
El origen del Speed walking y sus variantes (Power walking, Fit Walking, Beach Walking), está en los grandes marchadores del siglo XIX y en los marchadores del antiguo Race Walking, o antigua marcha atlética (1908-1956). Unos y otros utilizaron una técnica de marcha similar a las variantes actuales del Speed walking.

## Técnica
Las diferentes variantes de Speed walking son muy similares. Recomiendan el caminar erguido y con el pecho y el abdomen activados; el caminar de forma natural con un movimiento alternativo de pies y brazos; llevar los brazos doblados; la flexión de la rodilla delantera; el contacto permanente de un pie con el suelo, etc. Las diferencias entre esas variantes son escasas y se centran en el movimiento de brazos y caderas.

## Regla del Antiguo Race Walking
Todas las variantes del Speed walking respetan la Regla del antiguo Race Walking (antigua marcha atlética) que fue cambiada en 1956, por obligar al contacto permanente de un pie con el suelo y admitir la flexión de la rodilla de la pierna delantera.
La marcha atlética actual tiene una Regla distinta y presenta diferencias técnicas con las variantes del Speed walking.

## Campeonatos y competiciones
En la actualidad, hay campeonatos y competiciones en las diferentes variantes de Speed walking. Los World Senior Games incluyen tres distancias de Power walking: 1,5 km, 3 km y 5 km. Y hay competiciones de Power walking incluidas en pruebas de ruta internacionales (Kassel Marathon, Baden-Marathon, Journeys Marathon...).

## Plusmarcas
También hay plusmarcas mundiales en las distancias de 5 km, 10 km, media maratón, 30 km, maratón y Multiday, es decir, de varios días de duración, alcanzadas con diferentes técnicas de Speed walking.

## Salud
El Speed walking o caminata rápida es beneficioso para la salud. Un estudio realizado por la Asociación Americana del Corazón compara el Power walking con el running. Según este estudio, con un gasto de energía similar correr reduce el riesgo de hipertensión en un 4,2%, mientras que caminar lo hace en un 7,2%. Con respecto al riesgo de colesterol alto, correr reduce el riesgo en un 4,3%, mientras que caminar lo hace en un 7%. En las enfermedades cardíacas, correr reduce el riesgo en un 4,5%, y caminar, en un 9,3%.